# Hartlijn (meetkunde)

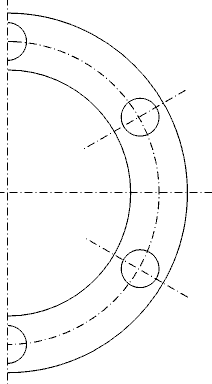
Technische tekening van boorgaten op een flens met hartlijnen. Er zijn meerdere hartlijnen. Er is een groot hartlijnenkruis van het totale object en een hartlijnkruising per boorgat waarbij één hartlijn in een cirkel loopt. Vanwege de symmetrie kan volstaan worden met het tekenen van de helft van het object.

Een hartlijn is een lijn in een meestal technische tekening die door het midden van een figuur of object loopt. Een hartlijn wordt aangegeven met een streeplijn met afwisselend lange en korte streepjes. Als de figuur symmetrisch is, vormt de hartlijn een symmetrie-as. De twee helften zijn elkaars spiegelbeeld, zodat soms volstaan kan worden met het tekenen van één helft. Een cirkel krijgt twee hartlijnen evenals een vierkant, rechthoek etc. Deze hartlijnen staan haaks ten opzichte van elkaar en snijden elkaar in het middelpunt. Dan is er een horizontale en verticale hartlijn. Cilindrische objecten bijvoorbeeld hebben een hartlijn in de lengte erbij.

## Bijzonderheden
Het is niet wenselijk maten in te tekenen, die de afstand van de hartlijn bepalen, omdat dit een denkbeeldige afstand is en in feite onmeetbaar zonder te rekenen. Uitzondering zijn boorgaten omdat bij het boren het gat op het middelpunt (snijpunt van twee hartlijnen) begint.